# Elasmus trifasciativentris
Elasmus trifasciativentris är en stekelart som beskrevs av Girault 1915. Elasmus trifasciativentris ingår i släktet Elasmus och familjen finglanssteklar. Inga underarter finns listade i Catalogue of Life.